# Армагед-дом
«Армагед-дом» (оригінальна назва — рос. Армагед-дом) — роман українських письменників Марини та Сергія Дяченків; опублікований у видавництві «Олма-Пресс» 2000 року.

## Цікаві факти
Спершу 1999 року було видано журнальний варіант, а 2000 року — книжковий.

## Нагороди
- 1999 — премія «Мраморный фавн», нагорода Найкращий фантастичний твір, категорія «Роман» (номінація)
- 2001 — премія «Бронзовая улитка», нагорода Найкраща фантастична публікація, категорія «Крупная форма (роман)» (перемога)
- 2001 — приз читацьких симпатій «Сигма-Ф», категорія «Крупная форма (романи)» (перемога)
- 2001 — премія «АБС-премия», нагорода Художній твір (номінація)

## Видання
- 2000 рік — видавництво «Олма-Пресс». (рос.)
- 2003 рік — видавництво «Эксмо». (рос.)
- 2004 рік — видавництво «Solaris». (пол.)[4]
- 2005 рік — видавництво «Эксмо». (рос.)
- 2007 рік — видавництво «Эксмо». (рос.)
- 2008 рік — видавництво «Эксмо». (рос.)
- 2009 рік — видавництво «Фоліо». (укр.)

## Український переклад
Українською мовою був перекладений і опублікований 2009 року видавництвом «Фоліо».